# Nycterosea obruptata
Nycterosea obruptata là một loài bướm đêm trong họ Geometridae.